# Ex machina (groupe)
Pour les articles homonymes, voir Ex machina.
Ex machina (stylisé ex machina, anciennement ex machina project) est un groupe allemand de dark wave, originaire de Trèves.

## Histoire
ex machina est formé en 1999 par Claudio Chiriatti à Trèves en tant que projet individuel. Depuis 2008, Tobias Schwerdt y participe en tant que deuxième membre. Dès le début, Ex machina distribue de la musique sur Internet. Le premier album éponyme ainsi que quelques morceaux isolés sont publiés exclusivement en auto-distribution sous forme de téléchargement,. L'album bewegung / movement, produit entre 2004 et 2005, est également publié pendant un certain temps en auto-distribution sur différents portails de téléchargement.
En octobre 2006, un contrat est signé avec Friedel Muders pour Fuego. Depuis, le style musical d'Ex machina est distribué par ce label. En novembre 2006, les albums Bewegung / Movement, Lichter / Lights et Warten / Waiting sortent chez Fuego. Ces albums sont créés en l'espace de deux ans et sont sortis en même temps. Les deux premiers albums Ex machina et Welttblick, ainsi que divers morceaux isolés, ne sont plus distribués à partir de ce moment-là. La musique des trois albums est purement instrumentale et le contenu des morceaux est adapté au thème de l'album. Ainsi, le morceau d'ouverture Sonnenuntergang / Sunset de l'album lichter / lights est une tentative de mise en musique d'un coucher de soleil, où la montée en puissance du morceau représente l'intensification des couleurs qui en résultent.
Ex machina contribue en 2008 à une composition pour le projet artistique Music from the Masses initié par l'artiste Matthias Fritsch au Centre des arts et des médias. Par la suite, Music from the Masses fait l'objet d'une exposition itinérante dans différents musées.
Claudio Chiriatti quitte Düsseldorf début 2008 pour revenir dans sa ville natale de Clausthal-Zellerfeld. C'est là qu'il est entré en contact la même année avec son ami d'école Tobias Schwerdt. Les deux musiciens ont décidé de poursuivre Ex machina ensemble,. Le premier album commun, Line of Time, sort en avril 2011 chez Fuego. Il s'agit du premier album Ex machina dont tous les titres sont exclusivement formulés en anglais. En outre, on y trouve pour la première fois des chansons de pop incluant des voix. La participation d'une musicienne invitée constitue une autre nouveauté. Eva Heuling interprète la voix principale de trois chansons,
Après Line of Time, l'album No One sort en avril 2013. Il s'agit d'un album-concept qui raconte le parcours d'un prophète autoproclamé. Selon les critiques, le son de l'album est « plus rugueux, plus sombre » que celui des sorties précédentes. Les critiques font l'éloge de la diversité musicale de l'album, on peut y entendre différentes influences de genre. Il est décrit comme étant « rempli du caractère de Kraftwerk et tissé avec le son de The Cure ». Des vidéos sont produites pour les morceaux No One, Eternity et Drifting, afin d'approfondir l'histoire du album-concept. Après la sortie de No One, Ex machina publie des morceaux qui ne figuraient pas sur l'album sous forme de téléchargements gratuits sur SoundCloud. À la suite de la sortie de No One, les musiciens travaillent sur un programme live. Ils décident de mettre en œuvre un concept de séquençage en direct. Dans ce concept, Chiriatti devait se charger du live-séquençage et jouer des pistes individuelles sur un contrôleur. Schwerdt, quant à lui, devait chanter, apporter des effets et du séquençage en direct. La musique était accompagnée de courts clips vidéo projetés sur un écran et complétant visuellement la musique. Ce programme live est présenté pour la première fois en janvier 2014 au Kellerclub Clausthal-Zellerfeld.

## Discographie
- 2000 : Ex machina (album)
- 2005 : Bewegung / Movement  (album)
- 2006 : Lichter / Lights (album, Fuego)
- 2006 : Warten / Waiting (album, Fuego)
- 2011 : Line of Time (album, Fuego)
- 2013 : No One (album, Fuego)
- 2021 : Roaming Through Wasteland (single, Fuego)
- 2021 : Memories of Tomorrow (single, Fuego)
- 2022 : Escape from Myself (single, Fuego)
- 2022 : Exit Right Now (single, Fuego)